# Rammstoß (Luftkampf)

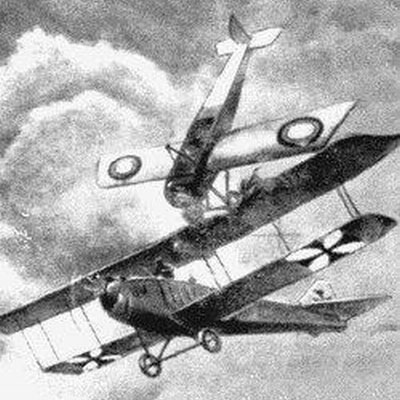
Der tödliche Rammangriff von Stabshauptmann Nesterow auf eine österreichische Albatros B.I

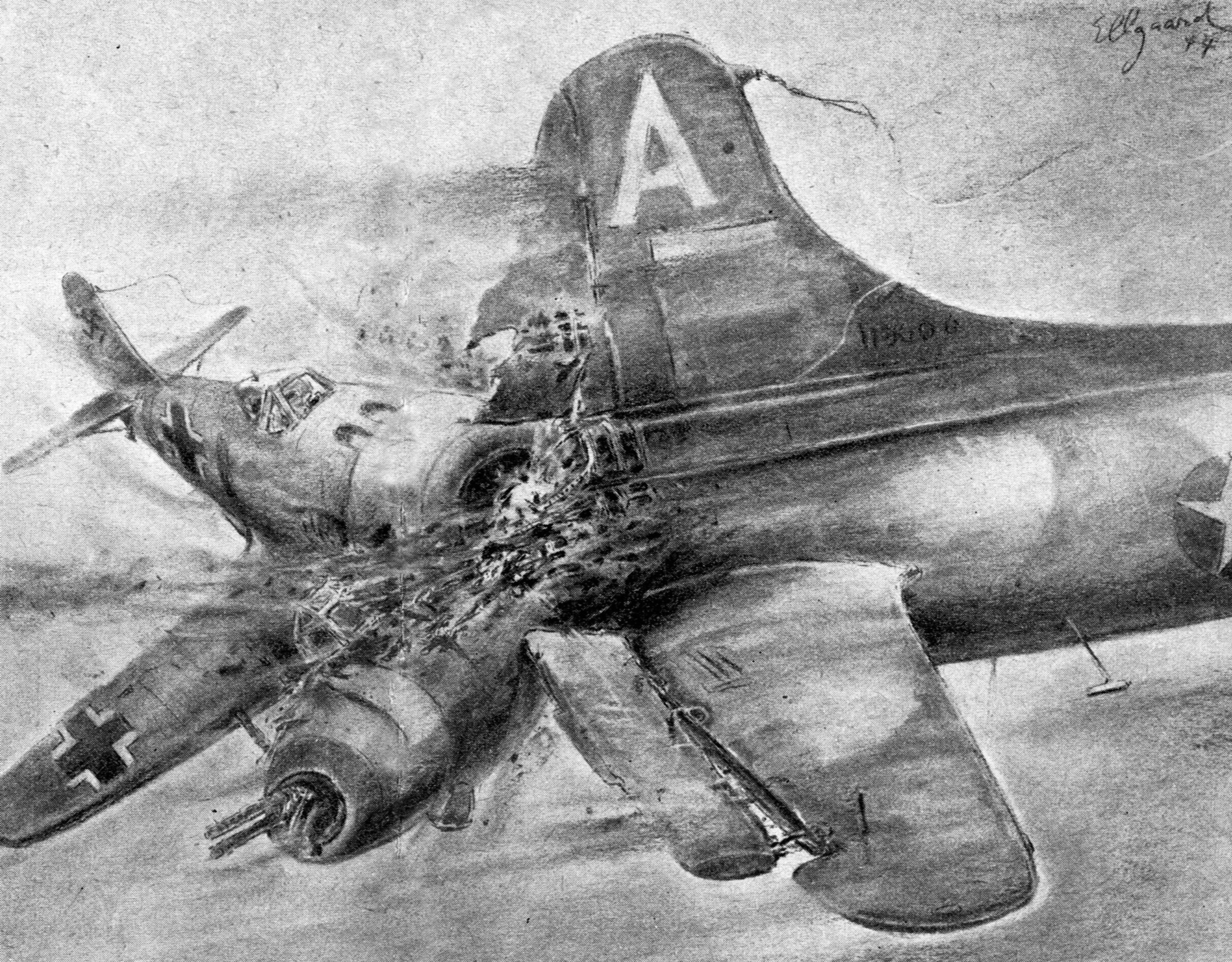
Illustration „Ich ramme“ in der Berliner Illustrirten 1944 von Helmuth Ellgaard

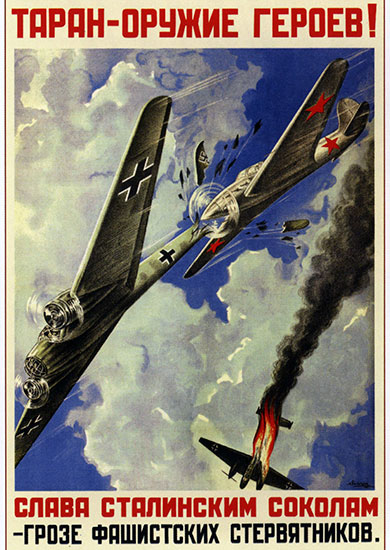
Ein Rammangriff, die Waffe der Helden. Plakat aus der Zeit des Großen Vaterländischen Krieges. Künstler A. Woloschin

Der Rammstoß ist eine Luftkampftechnik, bei der ein gegnerisches Flugzeug direkt durch das Flugzeug des Angreifers beschädigt wird. Es ist auch möglich, ein Bodenobjekt oder ein Schiff zu rammen. Die erste Luftrammung wurde von Pjotr Nesterow am 8. September 1914 gegen ein österreichisches Aufklärungsflugzeug eingesetzt.
Die Rammstoßtechnik (russisch Таран ,Taran) wurde gleich zu Beginn des Ersten Weltkriegs in Russland entwickelt und ist fast ausschließlich eine russische und später sowjetische Methode der Luftkriegsführung geblieben, auch wenn er zeitweise von den Engländern, Franzosen, Deutschen, Amerikanern, Griechen, Jugoslawen und Polen eingesetzt wurde.

Den Unterschied zu Kamikaze-Flügen stellt der Historiker Karl Heinz Schneider folgendermaßen dar: 

„Dieses Rammen war zwar hochriskant, aber das Ziel war nicht der Tod der Piloten. Die Piloten sollten überleben. Sie hatten aber, und das wussten alle Beteiligten, eine vergleichsweise geringe Überlebenschance.“

Das außergewöhnliche Kampfmittel war bislang auch eine letzte Möglichkeit, lebendig davonzukommen, wenn die gesamte Munition verschossen war, wie z. B. bei Wikor Talalichin, der den feindlichen Bomber durch Rammen zum Absturz brachte und sich mit dem Fallschirm rettete.
Es sind auch Fälle bekannt, in denen ein Flugzeug (in der Regel in aussichtsloser Position) ein Bodenziel zerstört hat.

## Film
Christoph Weber (Regie): Das letzte Aufgebot – Hitlers Todespiloten. Dokumentarfilm mit Interviews von Überlebenden, Deutschland (WDR), 2005, 52 Min.